# Mellerio-parure

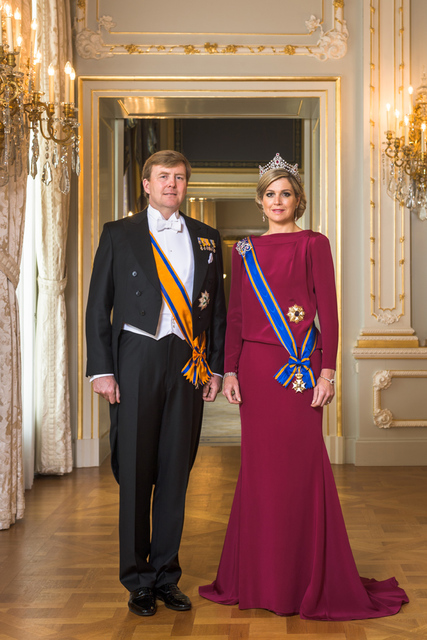
Staatsieportret waarop koningin Máxima de Mellerio-tiara draagt, die onderdeel van de parure is.

De Mellerio-parure is een sieradenset bestaande uit een tiara, collier, oorbellen, armband, waaier, een devant de corsage (grote broche) en een kleinere broche. De set is rond 1888 door het Franse juweliershuis Mellerio gemaakt voor de Nederlandse koningin Emma, en is nog steeds eigendom van de Nederlandse koninklijke familie. De parure wordt als een van de favoriete sieradensets van koningin Máxima genoemd.

## Geschiedenis
De parure werd gemaakt in opdracht van koning Willem III als geschenk aan koningin Emma. Hij liet de set maken bij Mellerio dits Meller, een Franse juwelier die meerdere (koninklijke) tiara's maakte. De juwelier koos ervoor eerst een zilveren proefset te maken, zodat er eventueel nog aanpassingen aan de parure gedaan konden worden. Dit bleek noodzakelijk, omdat het zilveren proefmodel als te zwaar rond de hals werd ervaren. Daarop werd besloten de devant de corsage te maken en de ketting minder zwaar uit te voeren. Het proefmodel, dat in bezit is van de ABN AMRO Bank en in permanente bruikleen is gegeven aan het Nederlands Zilvermuseum Schoonhoven, heeft nog altijd de originele, zwaardere ketting. Ook werd besloten tot het gebruik van robijnen; een lijnrechte tegenstelling van het eerdere plan, waarbij saffieren gebruikt zouden worden. De set, waarin bijna 1000 compleet nieuwe edelstenen werden gebruikt, kostte in 1888 een bedrag van 150 000 gulden, een exorbitant bedrag dat een koopkracht heeft vergelijkbaar met ruim 21,5 miljoen euro in 2021.
Toch droeg koning Emma de set niet direct. Willem III overleed namelijk in 1890, waarna zij de rouw in ging. Gezien de Victoriaanse regels over rouwkleding, was het niet gepast een met robijnen bezette sieradenset te dragen. Emma besloot hierop het zilveren proefmodel dat geen edelstenen bevatte, te dragen. Koningin Wilhelmina erfde de parure pas in 1934 - tot die tijd had ze gebruik gemaakt van haar eigen Pauwenstaart-parure - en droeg onderdelen van de parure, net als koningin Juliana. Juliana was zó dol op de devant de corsage dat ze dit sieraad droeg tijdens haar inhuldiging. Zij is ook verscheidene keren gefotografeerd met de complete set, met uitzondering van de waaier, die zelden op foto's te zien is. Ze is de laatste persoon die de gebruik maakte van de complete grote broche, die demontabel is. Koningin Beatrix droeg (delen van) de parure ook regelmatig. Zo droeg zij de tiara vaker, net als de gedemonteerde devant de corsage. De tiara is enkel door koninginnen en koonprinsessen gedragen, andere onderdelen werden ook gedragen door bijvoorbeeld prinses Margriet die net als Beatrix de grotere broche gedemonteerd droeg.

## Gebruik tegenwoordig
Máxima draagt delen van de parure regelmatig. In media wordt wel gesteld dat het haar favoriete sieradenset is. Zij past de set naar eigen smaak aan. Zo heeft ze de grote broche laten demonteren en heeft ze het middendeel gedragen als hanger aan een ketting of aan de kleinere broche. Ook de oorbellen past zij aan, iets wat koningin Juliana ook al deed. Zo kunnen de oorhangers langer of korter gedragen worden. Zij verschilt echter van Juliana in haar gebruik van verschillende stenen. In de gehele set kunnen de stenen vervangen worden door andere stenen. Máxima maakt hiervan gebruik door bijvoorbeeld parels aan de oorbellen te hangen in plaats van de originele robijnen. Amalia is al wel in de tiara gezien die bij de Pauwenstaart-parure hoort, die vaak gecombineerd wordt met de Mellerio-parura. De stenen van de eerste parure zijn wat rozer dan de rodere stenen van de Mellerio-parure. Als volwassene is Amalia nog niet gezien met de Mellerio-tiara, hoewel er wel een foto gepubliceerd is in het boek Amalia van Claudia de Breij van een 8-jarige Amalia met de tiara op haar hoofd.

## Ontwerp

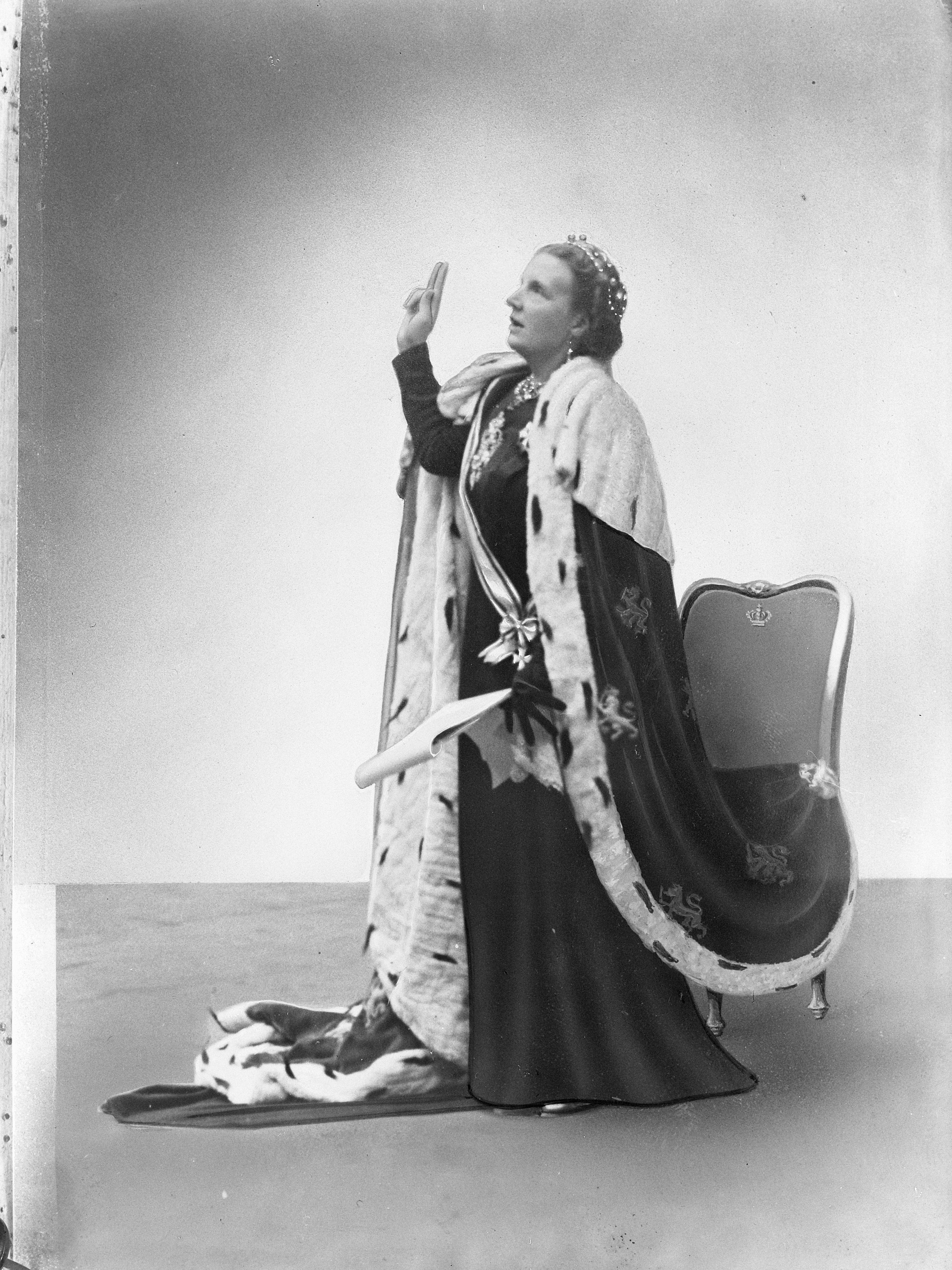
Koningin Juliana in een montagefoto van de eedsaflegging. De devant de corsage rust op haar borst, net boven het ordelint.

De parure is een zeer uitgebreide set, waarbij de onderdelen duidelijk qua ontwerp afgestemd zijn op elkaar. De set kan gemonteerd en gedemonteerd worden, waardoor deze nog uitgebreider gedragen en gevarieerd kan worden. De set wordt veelal gecombineerd met de pauwenstaart-parure, hoewel die parure een wat minder hoekig uiterlijk heeft dan de Mellerio set. In eerste instantie bevatte de set:
1. Een waaier; deze wordt tegenwoordig vrijwel nooit meer gebruikt. De waaier is bezet met drie robijnen en meerdere diamanten in korenaarvormige zetting. De binnenkant van de waaier is beschilderd door Louis-Robert de Cuvillon. De schildering bestaat uit een liggende schaars geklede vrouw gedrapeerd in roze en witte stof.[10]
2. Een set oorbellen; deze bestaat uit robijnen omgeven door een ovaal van diamanten. Deze kunnen direct op het oor gedragen worden, of gehangen worden aan een cluster van diamanten. Het cluster kan direct aan de robijnen verbonden worden, of verbonden worden door een streng diamanten.[3][10]
3. Een tiara bestaande uit vijf gekrulde ornamenten. Drie van de vijf ornamenten bevatten twee robijnen, voor de rest bestaan de onderdelen uit diamant. Tussen de vijf delen hangen drie strengen diamanten, wat wel de vergelijking met een valbrug heeft veroorzaakt.[3][10]
4. Een ketting met een groot slot met daarin een robijn. De ketting zelf bestaat uit drie strengen diamanten die naar het slot leiden. Het slot is in stijl gelijk aan de ornamenten van de tiara.[3][10]
5. Een armband, eveneens met groot slot in dezelfde stijl als de ketting en tiara met twee robijnen en drie strengen diamanten.[3][10]
6. Een kleine broche met één robijn, in de stijl van de andere sieraden eveneens gekruld en met diamanten bezet.[3][10]
7. Een grote devant a corsage, met drie robijnen en omgeven door diamanten pegels. Ook dit onderdeel past in de stijl met een krullerig ontwerp. De onderste robijn, een ovalen hanger, kan gedemonteerd worden en eventueel aan een ketting of de kleine broche vastgemaakt worden.[3][10]